# Alpheopsis trispinosa
Alpheopsis trispinosa is een garnalensoort uit de familie van de Alpheidae. De wetenschappelijke naam van de soort is voor het eerst geldig gepubliceerd in 1860 door Stimpson.